# يو إس إس بورتر (دي دي-356)
يو إس إس بورتر (دي دي-356) كانت السفينة الرائدة للمدمرات فئة بورتر التابعة لها في البحرية الأمريكية. وكانت ثالث سفينة تابعة للبحرية تحمل اسم العميد البحري ديفيد بورتر وابنه الأدميرال ديفيد ديكسون بورتر.